# زاویه الجدیدی
زاویه الجدیدی (به عربی: زاویة الجدیدی) یک منطقهٔ مسکونی در تونس است که در استان نابل واقع شده‌است. زاویه الجدیدی ۷٬۸۶۲ نفر جمعیت دارد.